# Заштићено подручје Кисућа
Заштићено подручје Кисућа (слч. Chránená krajinná oblasť Kysuce) налази се на северозападу Словачке и формирано је 1984. године на простору планина Јаворники и Кисућка врховина. Обухвата површину од 65.462 ha на којој се налази 22 посебно заштићених резервата. Пре њеног формирања, тринаест резервата су се већ налазили под заштитом државе: Вељки Јаворник (1967), Буковски прамењ (1973), Чиерна Лутиша (1972), Вељке Остре (1973), Војтовски прамењ (1973), Вихиловске прахи (1973), Клокочовске стене (1973), Корњански ропни прамењ (1973), Оходницки прамењ (1973), Вељка Рача (1976), Зајачкова лука (1979), Мали Полом (1981), Вихиловске стене (1983).
Једна од специфичности ове области су камене лопте непознатог порекла. У питању су лоптасте формације, од пешчара и конгломерата, чији пречник достиже и до 260cm, а јављају се на две одвојене локације које су заштићене као резервати Мегонки и Клокочовске стене.
Резерват Корњански ропни прамењ обухвата природни извор сирове нафте, из кога повремено избија и природни гас (са високом концентрацијом метана), док је село Вихиловка познато по туристичкој прузи уског колосека и музеју традиционалне сеоске архитектуре.